# Tanytarsus harei
Tanytarsus harei är en tvåvingeart som beskrevs av Ekrem 2001. Tanytarsus harei ingår i släktet Tanytarsus och familjen fjädermyggor. Inga underarter finns listade i Catalogue of Life.